# Pseudocyclosorus dulongjiangensis
Pseudocyclosorus dulongjiangensis là một loài thực vật có mạch trong họ Thelypteridaceae. Loài này được W.M. Chu miêu tả khoa học đầu tiên năm 1992.